# Petteri Kantola
Petteri Kantola (25 maggio 1986) è un ex sciatore alpino finlandese.

## Biografia
Attivo in gare FIS dal dicembre del 2001, Kantola esordì in Coppa Europa il 1º dicembre 2004 a Levi in slalom gigante, senza completare la gara. Ai Mondiali juniores di Québec 2006 vinse la medaglia d'argento nello slalom gigante; nello stesso anno esordì in Coppa del Mondo, il 12 novembre a Levi in slalom speciale senza completare la gara, e ottenne il miglior piazzamento in Coppa Europa, il 28 novembre nella medesima località in slalom gigante (6º).
Ai Mondiali di Åre 2007, sua unica presenza iridata, si classificò 38º nello slalom gigante; prese per l'ultima volta il via in Coppa del Mondo il 16 novembre 2008 a Levi in slalom speciale, senza completare la gara (non portò a termine nessuna delle cinque gare nel massimo circuito cui prese parte), e in Coppa Europa il 26 novembre 2009 sempre a Levi in slalom gigante, senza completare quella che sarebbe rimasta l'ultima gara della sua carriera.

## Palmarès

### Mondiali juniores
- 1 medaglia:
  - 1 argento (slalom gigante a Québec 2006)

### Coppa Europa
- Miglior piazzamento in classifica generale: 61º nel 2007

### Campionati finlandesi
- 7 medaglie:
  - 1 oro (slalom speciale nel 2008)
  - 5 argenti (slalom gigante nel 2006; supergigante, slalom speciale nel 2007; slalom speciale, supercombinata nel 2009)
  - 1 bronzo (slalom gigante nel 2007)